# Anicka Newell
Anicka Newell (* 5. August 1993 in Denton, Texas, Vereinigte Staaten) ist eine kanadische Leichtathletin, die sich auf den Stabhochsprung spezialisiert hat.

## Sportliche Laufbahn
Erste internationale Erfahrungen sammelte Anicka Newell bei den Olympischen Spielen 2016 in Rio de Janeiro, bei denen sie mit 4,15 m in der Qualifikation ausschied. Bei den Weltmeisterschaften in London 2017 gelangte sie mit 4,45 m im Finale auf den zwölften Platz. Im Jahr darauf belegte sie bei den Commonwealth Games im australischen Gold Coast mit 4,30 m den geteilten siebten Platz. Bei den NACAC-Meisterschaften in Toronto im August scheiterte sie am Überqueren der Starthöhe. 2021 steigerte sie ihre Hallenbestleistung auf 4,70 m und qualifizierte sich damit für die Olympischen Sommerspiele in Tokio, bei denen sie im Finale ohne gültigen Versuch blieb. 2022 gelangte sie bei den Weltmeisterschaften in Eugene mit 4,45 m im Finale auf Rang neun und anschließend wurde sie bei den Commonwealth Games in Birmingham mit 4,35 m Fünfte. Im Jahr darauf siegte sie mit 4,56 m beim NACAC New Life Invitational und anschließend schied sie bei den Weltmeisterschaften in Budapest mit 4,35 m in der Qualifikationsrunde aus. 2024 verpasste sie bei den Olympischen Sommerspielen in Paris mit 4,40 m den Finaleinzug.
2018 wurde Newell Kanadische Meisterin im Stabhochsprung. Sie absolvierte ein Studium der Sportwissenschaften an der Texas State University.